# Lebowakgomo
Lebowakgomo is een plaats in de Zuid-Afrikaanse provincie Limpopo.
Lebowakgomo telt ongeveer 35.000 inwoners.

## Subplaatsen
Het nationaal instituut voor de statistiek, Stats SA, deelt sinds de census 2011 deze hoofdplaats in in 13 zogenaamde subplaatsen (sub place), waarvan de grootste zijn:
Lebowakgomo Unit A • Lebowakgomo Unit F • Lebowakgomo Unit S.